# Vilalonca
Vilalonca (en francès Villelongue) és un municipi francès situat al departament dels Alts Pirineus i a la regió d'Occitània.

## Demografia
| 1962                                       | 1968 | 1975 | 1982 | 1990 | 1999 | 2007 |
| ------------------------------------------ | ---- | ---- | ---- | ---- | ---- | ---- |
| 341                                        | 404  | 362  | 321  | 313  | 291  | 336  |
| Des de 1962: població sense dobles comptes |      |      |      |      |      |      |

## Administració
| Període   | Identitat          | Partit |
| --------- | ------------------ | ------ |
| 1977-1989 | Henri Azens        |        |
| 1989-2008 | François Soubirous |        |
| 2008-     | Jean-Paul Boudet   |        |